# 天津地下鉄1号線
天津地下鉄1号線（てんしんちかてつ1ごうせん、中文表記: 天津地铁1号线、英文表記: Tianjin Metro Line 1）とは、中華人民共和国天津市津南区の東沽路駅から北辰区劉園駅までを走行する天津地下鉄の地下鉄路線である。ラインカラーは■紅色。

## 路線データ
- 車両基地：双林車両基地
- 地上区間：双林駅～陳塘荘駅間、本渓路駅～劉園駅間
- 走行方向：右側通行

## 開業経緯・概要
北京地下鉄に続いて中国で2番目に開通した地下鉄路線。元々は1969年の中ソ国境紛争後に有事の対策として天津市革命委員会が市民を動員しての防空壕の建設を開始したことを由来とする。1970年4月7日に地下鉄路線として計画が変更され:218、そのような経緯から当初は有事の際に人も通行できる設計とされた。この計画は対外的には「7047工程」と呼称され、同年6月5日に1号線の工事が着工した:466。
しかし当時の施工設備や技術条件は劣悪で全ての工程を手作業に頼り、また工期が短く任務が重かったため、7047指揮部が施工を組織し、専門チームを中核に義務労働大軍を主力とした全民会戦形式で進められ、毎日約5000人もの市民が参加した。このような体制は1973年3月に地下鉄の建設会社が設立されるまでの約3年間続き、以降は地下鉄建設会社の従業員により建設が進められた。その後、以前の手作業による建設が終了したことによる労働力の不足から、地下鉄建設会社は施工の機械化を進めるため、一部の建設機械を自作または修復した。1974年にトンネル内の軌道及び路線の敷設が開始され、1975年には6.2kmの建設が完了し路線は初期区間における開通の条件を満たした。同年に北京地下鉄から4両のDK3型電車が譲渡され、11月16日に天津拖拉機廠に到着後、人力で海光寺車両基地へと運ばれた。1976年2月に新華路駅、営口道駅、電報大楼駅(現在の鞍山道駅)、海光寺駅の3.6kmの区間が試運転を開始したものの、国の政策や唐山大地震による被災、資金難などの問題により工事が一時中断された。1977年に地下鉄工事は再開され、1979年初頭に7047工程指揮部が解散し、地下鉄道筹建処が天津市地下鉄道管理処と改称され、施工や運営の業務を引き継いだ。1980年1月10日、新華路駅から西南角駅までの5.2kmの区間が一般公開され、単線での折り返し運転を開始した:470。また、列車本数を増やすために地下鉄管理処は長春客車から6両のDK8型電車を追加購入し、1982年3月26日に天津へ到着した。また湘潭電機廠と長沙鉱通廠の協力により、DK3型の電機技術を活用したZC/750-G型「芙蓉」車2両を試作し同年下半期に運行を開始した:153。そして、1984年12月28日に運行区間が西站駅まで延長され、天津地下鉄1号線が正式開通した。
開通当初は6編成の電車が投入され各車両は2両編成で、運行速度は時速30～50kmであった。1986年9月、新たに4両のDK12型電車も運行を開始し、翌年の輸送量は47.9%増加した:473。この時点で路線には合わせて16両の電車が導入されていたが、車両の品質の悪さや故障の多発、検査の技術や手段が限られていたことから列車間隔が長く、定時性の確保を困難とした。それらの対策として1986年11月8日に日本の東急車輛製造と、6両の地下鉄車両を購入する契約を締結した。これは高品質な車両を少数でも導入することで限られた車両基地の条件下での安全かつ定時運行を推進しようとしたためである。そして翌年の1987年に長春客車と東急車輛製造が共同で設計及び生産した6両の天津地下鉄TJ-1000型電車が同年12月に運行を開始し:56、1988年にはラッシュ時に5編成、それ以外の時間帯には4編成を運行しうち2編成は3両編成で、運行間隔は9～12分に1本へと短縮された:474。
1985年から1990年にかけ地下鉄管理処は西站駅の折り返し線を延伸し、17両の電車を大規模修繕して編成を拡大した:474。また、1996年に北京地下鉄車両廠は地下鉄管理処の委託を受け、6両編成2組のBD4型電車を新規設計・製造した。この車両ではステッピングモーター駆動とマイコン制御の装置を採用し、主制御装置の故障を減少させた。1996年12月26日に天津で初めて公開され、翌年3月に正式運行を開始し安定性と信頼性が確保された。同年北京地下鉄と湘潭電機廠は北京地下鉄にて「電車GTOチョッパ調圧技術改造」計画を行い、チョッパ調圧車の生産技術を確立した。2000年4月18日に地下鉄管理処は北京地下鉄車両廠とチョッパ調圧車両3両の共同試作契約を締結し、翌年3月30日、BD8型電車の引き渡し式が天津で行われた。7047計画により早期に開業した地下鉄区間は全長7.4kmと短かかったものの、長年の運行を通じて、天津においても地下鉄が地上交通の緩和に一定の役割を果たすことが証明された。また、天津市の重要な交通路線として、平均日輸送量は約1万人、過去最高は6.1万人を記録した。1988年の年間輸送量は最高で1154万人であった。

## 沿革
- 1970年6月5日 - 地下鉄路線としての建設を開始[3]。
- 1984年12月28日 - 新華路駅 - 西站駅間で正式開業[2]。
- 2001年10月9日 - リニューアル工事のため、全線運行中止。同時に新華路駅廃止。
- 2006年6月12日 - 工事が終了し、再開業。同時に双林駅 - 小白楼駅間、洪湖里駅 - 劉園駅間延伸開業。
- 2009年5月28日 - 国鉄天津西駅のリニューアル工事により、西站駅が営業を休止。
- 2011年6月30日 - 国鉄天津西駅のリニューアル工事が終了したことから、西站駅が営業を再開。
- 2016年12月28日 - 路線の地下化工事のため、双林駅の営業を中止。
- 2018年7月31日 - 果酒廠駅を佳園里駅、西横堤駅を瑞景新苑駅に改称[16]。
- 2018年12月3日 - 財経大学駅 - 双林駅間の地下化工事が完了・再開通、双林駅 - 李楼駅間延伸開業[17]。

## 車両
現在使用されている車両
- CRRCB-Class （6両編成）
- DKZ9型電車（長春軌道客車製、6両編成）

過去に使用されていた車両
- DK3型電車（長春軌道客車製、2両編成。開業時に2編成が投入された）
- TJH-1000型電車（東急車輛製、3両編成） - 北京地下鉄M-1000型電車と同一設計。2001年の路線改修時に運行を退いた。

- DKZ9型電車

## 駅一覧
- 駅名欄の背景色が■で、駅名が斜体字で表示されている駅は未開業、取り消し線の駅は廃止された駅であることを表す。

| 駅名           | 駅名           | 駅名                                                              | 駅間 キロ (km) | 累計 キロ (km) | 接続路線・備考                                          | 所在地 | 所在地 |
| 日本語         | 簡体字中国語   | 英語                                                              | 駅間 キロ (km) | 累計 キロ (km) | 接続路線・備考                                          | 所在地 | 所在地 |
| -------------- | -------------- | ----------------------------------------------------------------- | -------------- | -------------- | ------------------------------------------------------- | ------ | ------ |
| 双橋河駅       | 双桥河站       | Shuangqiaohe                                                      |                |                |                                                         | 天津市 | 津南区 |
| 鹹水沽北駅     | 咸水沽北站     | Xianshuigubei (North Xianshuigu)                                  |                |                |                                                         | 天津市 | 津南区 |
| 東沽路駅       | 东沽路站       | Donggulu (Donggu Road)                                            |                |                |                                                         | 天津市 | 津南区 |
| 国瑞路駅       | 国瑞路站       | Guoruilu (Guorui Road)                                            |                |                |                                                         | 天津市 | 津南区 |
| 国家会展中心駅 | 国家会展中心站 | Guojiahuizhanzhongxin (National Exhibition and Convention Center) |                |                |                                                         | 天津市 | 津南区 |
| 上郭荘駅       | 上郭庄站       | Shangguozhuang                                                    |                |                |                                                         | 天津市 | 津南区 |
| 高荘子駅       | 高庄子站       | Gaozhuangzi                                                       |                |                |                                                         | 天津市 | 津南区 |
| 洪泥河東駅     | 洪泥河东站     | Hongnihedong (East Hongnihe)                                      |                |                |                                                         | 天津市 | 津南区 |
| 梨双路北駅     | 梨双路北站     | Lishuanglubei (North Lishuan Road)                                |                |                |                                                         | 天津市 | 津南区 |
| 李楼駅         | 李楼站         | Lilou                                                             |                |                |                                                         | 天津市 | 津南区 |
| 双林駅         | 双林站         | Shuanglin                                                         |                |                |                                                         | 天津市 | 津南区 |
| 財経大学駅     | 财经大学站     | Caijingdaxue (Tianjin University of Finance & Economics)          |                |                | ■10号線                                                 | 天津市 | 河西区 |
| 華山里駅       | 华山里站       | Huashanli                                                         |                |                |                                                         | 天津市 | 河西区 |
| 復興門駅       | 复兴门站       | Fuxingmen                                                         |                |                |                                                         | 天津市 | 河西区 |
| 陳塘荘駅       | 陈塘庄站       | Chentangzhuang                                                    |                |                |                                                         | 天津市 | 河西区 |
| 土城駅         | 土城站         | Tucheng                                                           |                |                |                                                         | 天津市 | 河西区 |
| 南楼駅         | 南楼站         | Nanlou                                                            |                |                |                                                         | 天津市 | 河西区 |
| 下瓦房駅       | 下瓦房站       | Xiawafang                                                         |                |                | ■5号線                                                  | 天津市 | 河西区 |
| 小白楼駅       | 小白楼站       | Xiaobailou                                                        |                |                |                                                         | 天津市 | 和平区 |
| 新華路駅       | 新华路站       | Xinhualu (Xinhua Road)                                            |                |                | (2001年10月19日廃止)                                    | 天津市 | 和平区 |
| 営口道駅       | 营口道站       | Yingkoudao (Yingkou Avenue)                                       |                |                | ■3号線                                                  | 天津市 | 和平区 |
| 鞍山道駅       | 鞍山道站       | Anshandao (Anshan Avenue)                                         |                |                |                                                         | 天津市 | 和平区 |
| 海光寺駅       | 海光寺站       | Haiguangsi (Haiguang Temple)                                      |                |                |                                                         | 天津市 | 南開区 |
| 二緯路駅       | 二纬路站       | Erweilu (Erwei Road)                                              |                |                |                                                         | 天津市 | 南開区 |
| 西南角駅       | 西南角站       | Xinanjiao                                                         |                |                | ■2号線                                                  | 天津市 | 南開区 |
| 西北角駅       | 西北角站       | Xibeijiao                                                         |                |                |                                                         | 天津市 | 紅橋区 |
| 西站駅         | 西站           | Xizhan (Tianjin West Railway Station)                             |                |                | ■CR京滬高速鉄道 ■CR津秦客運専線 ■CR京滬線 ■4号線 ■6号線 | 天津市 | 紅橋区 |
| 洪湖里駅       | 洪湖里站       | Honghuli                                                          |                |                |                                                         | 天津市 | 紅橋区 |
| 勤倹道駅       | 勤俭道站       | Qinjiandao (Qinjian Avenue)                                       |                |                |                                                         | 天津市 | 紅橋区 |
| 本渓路駅       | 本溪路站       | Benxilu (Benxi Road)                                              |                |                |                                                         | 天津市 | 紅橋区 |
| 佳園里駅       | 佳园里站       | Jiayuanli                                                         |                |                |                                                         | 天津市 | 北辰区 |
| 瑞景新苑駅     | 瑞景新苑站     | Ruijingxinyuan                                                    |                |                |                                                         | 天津市 | 北辰区 |
| 劉園駅         | 刘园站         | Liuyuan                                                           |                | 26.2           |                                                         | 天津市 | 北辰区 |